# Фангареї
Фангареї (англ. Whangarei, маор. Whangārei-Terenga-Parāoa) — портове місто на острові Північний (Нова Зеландія). Регіональний центр Нортленду. Після адміністративної реформи в 1989 році саме місто Фангареї було об'єднаний з прилеглими районами під назвою округ Фангареї. Але незважаючи на це, Фангареї зазвичай позначають як місто.

## Географія
Міський округ Фангареї простягається від пляжів Ленгс (англ. Langs Beach) на півдні до бухти Бленд (англ. Bland Bay) на півночі недалеко від міста Даргавілл. Найбільше місто округу — Фангареї з населенням в 47 тисяч чоловік. Саме місто було засноване в гирлі річки Хатеа.
На території округу Фангареї в парку Мейр (англ. Mair Park) розташована гора Парахака (англ. Mount Parahaka), яка є історично важливим місцем для маорі: в далекому минулому воїни маорі виконували на цій горі знаменитий танок гака, перш ніж вирушити в бій.

### Клімат
Місто знаходиться у зоні, котра характеризується морським кліматом. Найтепліший місяць — лютий із середньою температурою 20.1 °C (68.2 °F). Найхолодніший місяць — липень, із середньою температурою 11 °С (51.8 °F).
| Клімат Фангареї         | Клімат Фангареї | Клімат Фангареї | Клімат Фангареї | Клімат Фангареї | Клімат Фангареї | Клімат Фангареї | Клімат Фангареї | Клімат Фангареї | Клімат Фангареї | Клімат Фангареї | Клімат Фангареї | Клімат Фангареї | Клімат Фангареї |
| Показник                | Січ.            | Лют.            | Бер.            | Квіт.           | Трав.           | Черв.           | Лип.            | Серп.           | Вер.            | Жовт.           | Лист.           | Груд.           | Рік             |
| Абсолютний максимум, °C | 30,6            | 30,6            | 29,6            | 26,4            | 24              | 21,8            | 19,5            | 20,3            | 24,2            | 24,2            | 25,7            | 28,5            | 30,6            |
| Середній максимум, °C   | 24              | 24,1            | 22,8            | 20,5            | 17,9            | 15,9            | 15              | 15,5            | 16,9            | 18,5            | 20,6            | 22,3            | 19,5            |
| Середня температура, °C | 19,7            | 20,1            | 18,8            | 16,5            | 14,2            | 12,1            | 11              | 11,7            | 12,9            | 14,6            | 16,3            | 18,1            | 15,5            |
| Середній мінімум, °C    | 15,3            | 16              | 14,8            | 12,4            | 10,4            | 8,3             | 7               | 7,8             | 8,8             | 10,6            | 12              | 13,8            | 11,4            |
| Норма опадів, мм        | 60              | 200             | 170             | 150             | 210             | 170             | 200             | 250             | 130             | 170             | 100             | 130             | 2010            |
| Днів з дощем            | 9,4             | 10,2            | 14              | 14,8            | 16,7            | 18,6            | 19,8            | 19              | 18,1            | 13,4            | 12,2            | 11,9            | 178,1           |
| Вологість повітря, %    | 78              | 77              | 81              | 83              | 84              | 88              | 92              | 81              | 84              | 80              | 75              | 75              | 82              |
| ----------------------- | --------------- | --------------- | --------------- | --------------- | --------------- | --------------- | --------------- | --------------- | --------------- | --------------- | --------------- | --------------- | --------------- |
| Джерело: Weatherbase    |                 |                 |                 |                 |                 |                 |                 |                 |                 |                 |                 |                 |                 |

## Назва
Повна неофіційна назва міста мовою маорі — Фангареї-Теренга-Параоа, що перекладається як «місце, де плавають кити».
На радянських картах 1950-1960-х років місто значився як Хвангареї.

## Історія
На час висадки Джеймса Кука на Північному острові в 1769 році Фангареї було процвітаючим маорійським поселенням. Під час міжплемінних воєн на острові протягом XIX століття поселення було місцем проведення зборів, в яких брали участь вожді місцевих племен маорі.
Згодом Фангареї став торговим постом. Основними товарами, що йшли на продаж, були деревина дерева каурі, пшениця, вугілля.
Перший європеєць в окрузі оселився в 1839 році. В 1845 році чисельність населення округу становила всього 48 чоловік. В цьому ж році все населення було евакуйовано в місто Окленд через загрозу нападу вождів північних племен маорі. Однак через два роки поселенці повернулися. У 1894 році була побудована перша лікарня, активно розвивалася торгівля, і Фангареї стало комерційним центром Нортленду.
В 1880 році Фангареї і Камо були пов'язані залізницею. А в 1923 році була побудована залізнична лінія до міста Окленд.
У перші десятиліття XX століття Фангареї залишався найпроцвітаючим містом Нортленду. В 1911 році в місті вперше з'явилася електрика.
В наш час основними галузями промисловості є нафтопереробка, виробництво цементу, добрив, скла. В останні роки активно розвивається туризм.

## Пам'ятки
В окрузі Фангареї розташований музей Clapham's Clocks, в якому зберігається найбільша колекція годинників в Південній півкулі, Музей Фангареї (англ. Whangarei Museum), Образотворчий музей Фангареї (англ. Whangarei Art Museum), консерваторія, розарій. За 30 хвилин їзди від міста розташовані мальовничі пляжі, парки, морський заповідник.